# Decimalklassifikation
Decimalklassifikation er en klassifikation eller emneinddeling efter 10-talssystemet, som bl.a. bruges til at sortere biblioteksbøger efter emne.
Det betyder, at man anvender cifrene 0-9 til de overordnede grupper, som så igen underinddeles i 10 grupper osv. ad infinitum.
Eksempler på decimalklassifikationssystemer er: DK5 (Dansk Klassemærkeinddeling udg.5), DDC (Dewey Decimal Classification) og UDK (Universelle decimalklassifikation)